# Mansöngr
för begreppet i mening en rimas inledning, se Mansöngr (riminledning).
Mansöngr (eller mansǫngr), plural mansöngvar, kallas i den fornisländska litteraturen en kärleksdikt till eller om en kvinna. Ordet mansöngr brukar översättas "kvinnosång". Även om termen ofta har använts om kärleksdikter i allmänhet har den troligen från början avsett en dikt vars syfte har varit att magiskt frambesvärja en kvinnas kärlek. För detta talar att mansöngsdiktning uttryckligen förbjöds i lagsamlingen Grágás, där den likställdes med níð, som också var magisk diktning. Överträdelse av förbudet kunde bestraffas med skóggangr, vilket var den strängaste formen av fredlöshet.

## Mansöngvar i sagorna
Åtskilliga mansöngsdrápur omtalas i sagorna, men inte någon har bevarats till eftervärlden. Det framgår dock att följderna av sådan skaldskap har kunnat bli mycket svåra. Ingolf fagre hamnade i en uppslitande rättsprocess, Hallfred vandrädaskald drevs i landsflykt, och Tormod Kolbrunarskald liksom Ölve hnuva höll båda på att bli lönnmördade. Exemplen skulle kunna flerfaldigas. Mansöngvar diktades med livet som insats och ledde ofta till holmgångar och dråp. En mycket omtalad mansöngr var Ottar svartes kväde om Olof skötkonungs dotter Astrid, om vilken kan läsas i Óláfs saga helga. Kung Olav Haraldsson, som senare gifte sig med Astrid, blev så bestört när han hörde talas om denna drapa, att han beslöt sig för att ta livet av skalden. Men innan avrättningen skett ville han lyssna på drapan, som han inte själv hade hört. Då hade Ottar haft tid på sig att i fängelset ändra på dikten så att den blev mer oskyldig, samtidigt som han, med hjälp av sin morbror Sighvat Tordarson, diktade en huvudlösendrapa som hyllning till kungen. På så sätt räddade han livet.
Huvudlösendrapan har till stora delar bevarats, men av kvädet om Astrid finns ingenting kvar.

### Egil Skallagrimsson
Endast två strofer ur en visa som i källorna uttryckligen benämns mansöngr har bevarats. De diktades av Egil Skallagrimsson, som fattat tycke för sin döde brors änka. Att Egil enligt sagan var anskrämligt ful kan kanske förklara varför han tillgrep trolldom för att vinna henne. Enligt dikten undvek hon honom, och han dolde ansiktet i kappan när han såg henne. Här följer första strofen i Egils mansöngsvísa:
| Hökklevets [=handens] Hlin [=kvinnan], den skinande, håller sig grundligt undan. Pannbygdens tvärstup tryggt jag tordes höja fordom: brynens branta mittskränt [=näsan] brått jag i kappan stoppar nu, när vidd-svältarns vildlands vall står i hug för skalden. Översättning Åke Ohlmarks 1957 | Ókynni vensk, ennis, ung, þorðak vel forðum, hauka klifs, at hefja, Hlín, þvergnípur mínar; verðk í feld, þás, foldar faldr kømr í hug skaldi berg-óneris, brúna brátt miðstalli hváta. Lausavísa 16 |  |

Versmåttet är drottkvätt som med sin gåtfulla uppbyggnad kan ha tillskrivits särskild magisk kraft. När Egils vän, Arinbjörn herse, hörde strofen kvädas blev han nyfiken:
| Arinbjörn frågade vilken kvinna det var som han hade diktat en mansöngr om. "Du har nog dolt hennes namn i visan." "Då vill jag minnas vad som ofta sägs," svarade Egil, "att man skall kunna berätta allt för sin vän. Då du frågar vem jag kväder om, skall jag säga det. Det är om Åsgerd, din fränka, och jag vill att du hjälper mig att bli gift med henne." | Arinbjǫrn spurði, hver kona sú væri, er hann orti mansǫng um. "Hefir þú fólgit nafn hennar í vísu þessi." "Hér mun vera," segir Egill, "sem oft er mælt, at segjanda er allt sínum vin. Ek mun segja þér þat, er þú spyrr, um hverja konu ek yrki. Þar er Ásgerðr, frændkona þín, ok þar til vilda ek hafa fullting þitt, at ek næða því ráði." |  |

Det är alltså Arinbjörn själv som identifierar visan som en mansöngr och tar för givet att kvinnans namn finns dolt i texten. Men namnet är inte lätt att upptäcka. Här har dock sagaforskarna kunnat utgå från facit. Det sökta namnet är ju Åsgerd (Ásgerðr), och det namnet har man också trott sig finna i kenningen berg-óneris foldar faldr ("berg-onärarens marks fåll"). Det är denna omskrivning som hos Ohlmarks blir "vidd-svältarns vildlands vall". Berg-ónerir är "jätten som svälter ut sina gäster". Hans mark är fjället (norrönt áss) vars fåll är gärdet (norrönt gerðr). Namnet blir då Åsgerd (Ásgerðr). Men det har också föreslagits att Ónerir skulle vara ett namn på Tor. I så fall skulle berg-Ónerir ("bergets Tor") kunna tolkas som ulven som strövar fritt i fjällen. Namnet kan då syfta på Egils döde bror Þórólfr ("Tors ulv") vars åker eller gärde skulle vara hustrun Åsgerd.
Kanske har det inte varit nödvändigt att någon mer än skalden själv kunde lösa gåtan. Namnet doldes i dikten av magiska skäl – för att styra trolldomen rätt. Hur tokigt det kunde bli om trolldomen styrdes fel exemplifieras i Hávamál 92–102. Där berättar Oden hur han med kärleksmagi sökte fjättra jätten Billings dotter. Men hon verkar med motmagi ha styrt undan hans trolldom så att den i stället träffade hennes tik. När Oden träder in i sängkammaren är det alltså hunden som han finner fjättrad i bädden med kärlekens boja.

## Grágás
I den isländska fristatslagen Grágás, som bäst har bevarats i de båda huvudhandskrifterna Konungsbók (GkS 1157 fol.) och Staðarhólsbók (AM 334 fol.), finns ett särskilt avsnitt om straffbar diktning (Um skáldskapr). Mansöngr likställs här med níð och ges samma straffvärde, vilket kan tyckas överdrivet. Nog kunde kärleksdikter om namngivna kvinnor skada deras (och ättens) rykte, men den egentliga anledningen till att mansöngr och níð klumpas samman är säkert att båda troddes ha sina rötter i trolldom, vilket i kristen tid var en synd jämförbar med avgudadyrkan. Här följer förbudet enligt Konungsbók:
| Om en man diktar en mansöngr om en kvinna, straffas han med fredlöshet; en kvinna har rätt att lagsöka om hon är tjugo år eller äldre; om hon [är yngre eller] inte vill låta lagsöka, tillkommer rätten till lagsökning hennes förmyndare. | Ef maðr yrkir mansöng vm cono oc varðar scog Gang. kona asöc ef hon er xx. eða ellre. [ef hon er yngri eða] ef hon vill eigi søkia láta. oc a lavg raðande hennar sökena. |  |

Den term som här översätts "fredlöshet" är skóggangr, vilket var den hårdaste formen av fredlöshet. En skóggangsmaðr fick varken erbjudas mat eller husrum; det var inte ens tillåtet att hjälpa honom fly landet, men om han ändå lyckades med detta fick han aldrig återvända. Det var straffritt att slå ihjäl honom, och han fick inte begravas i vigd jord.
Brottets allvar understryks ytterligare av att samma straff, enligt Grágás, "gäller för framsägandet av en dikt som för själva diktandet". Det har alltså varit lika straffbart att sprida mansöngvar vidare, som det har varit att dikta dem.
Det är ingen långsökt gissning att det är detta stränga förbud som är orsak till att inte en enda mansöngsdrápa har bevarats till eftervärlden. Därmed har en hel litterär genre blivit så grundligt utraderad ur minnet att det i dag är svårt att göra sig en klar föreställning om hur dessa dikter varit beskaffade.